# Walter Kutschmann

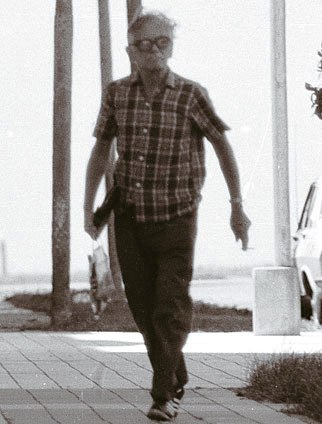
Kutschmann in Argentinien (Januar 1975)

Walter Kutschmann (* 24. Mai 1914 in Dresden; † 30. August 1986 in Buenos Aires) war ein deutscher Kriminalkommissar, der als SS-Untersturmführer mehrere Massenerschießungen in Ostgalizien und in der Ukraine durchführte.

## Werdegang
Walter Kutschmann wurde als Sohn eines Zahnarztes geboren. Er besuchte das Gymnasium, das er ohne das Zeugnis der Reife verließ. 1932 nahm er bei einer Vorgängerorganisation der Luftwaffe den Dienst auf und blieb dort bis 1936. Im Jahre 1937 holte er das Abitur nach und begann ein Jura-Studium, das er jedoch bald abbrach, um in Spanisch-Marokko in einer Legion des Francisco Franco zu dienen. Später war er Sekretär beim deutschen Konsulat in Cádiz.
Anfang März 1939 kam Kutschmann zur Staatspolizeistelle Leipzig. Er beantragte am 17. Oktober 1939 die Aufnahme in die NSDAP und wurde zum 1. Februar 1940 aufgenommen (Mitgliedsnummer 7.475.729), zum 11. Februar 1940 schloss er sich auch der SS an.

## Kriegszeit
Als Kriminalkommissar im Rang eines SS-Untersturmführers kam Kutschmann nach dem Überfall auf die Sowjetunion mit einem Kommando des Befehlshabers der Sicherheitspolizei Ende Juni 1941 nach Lemberg. Kutschmann leitete das Erschießungskommando beim Lemberger Professorenmord. Bis März 1942 leitete er die Gestapostelle in Drohobytsch und anschließend die Außendienststelle in Tarnopol, wo er an weiteren Massenerschießungen beteiligt war.
1943 wurde er in das deutsch besetzte Frankreich nach Hendaye kommandiert, wo er beim Grenzpolizeikommissariat an der spanischen Grenze eingesetzt war. Er war Kontaktmann zu Coco Chanel, die mit den Deutschen zusammenarbeitete. Nach der Landung der Alliierten in Frankreich desertierte Kutschmann noch im Sommer 1944 nach Spanien und fand Unterschlupf bei den Karmeliten in Madrid.

## Nachkriegszeit
Kutschmann ließ sich Ende Mai 1947 einen falschen spanischen Pass auf den Namen Pedro Ricardo Olmo Andres ausstellen. Am 16. Januar 1948 reiste er mit dem spanischen Pass Nr. 538.765 in Argentinien ein. Dort erhielt er von den Karmeliten und der Regierung Perón Unterstützung erhielt. Er erwarb 1950 die argentinische Staatsangehörigkeit. Zunächst bestritt er als Taxiunternehmer seinen Lebensunterhalt und ab 1958 als Verkaufsleiter der Firma Osram in Buenos Aires. Unter seinem neuen Namen heiratete er 1962 seine Ehefrau erneut, die seinen neuen Namen annahm.
Nach Kriegsende wurde in Polen bereits ein Haftbefehl gegen ihn erlassen aufgrund seiner Haupttäterschaft für den Lemberger Professorenmord und des Verdachts, 1942 an der Ermordung tausender Juden in Brzeżany und Podhajce beteiligt gewesen zu sein. In diesem Zusammenhang soll er 1941 ein Kommando in der Umgebung seiner Dienststelle Drohobytsch geleitet haben, das innerhalb von zwei Tagen etwa 65 Juden erschoss.
Im Zuge des Prozesses gegen Hans Krüger, der sich gegen die Täterschaft beim Lemberger Professorenmord verwahrte, nahm die Staatsanwaltschaft Ermittlungen gegen Kutschmann auf. Das Ermittlungsverfahren wurde jedoch eingestellt, da die Täter nach Ansicht der Staatsanwaltschaft bereits verstorben seien. Schließlich schaltete sich Simon Wiesenthal ein, der sich selbst als „Nazijäger“ bezeichnete, und befragte in Rom zu dem Fall die polnische Gräfin Karolina Lanckorońska. Lanckorońska hatte in der Gestapo-Haft über Krüger auch dessen Untergebenen Kutschmann kennengelernt. Wiesenthal suchte zunächst in Spanien erfolglos nach Spuren zu Kutschmann. Schließlich erhielt er später von Freunden den Hinweis auf einen schlecht Spanisch sprechenden Geschäftsmann in Buenos Aires, über dessen Vergangenheit vor 1947 nichts bekannt war. Er bat einen argentinischen Journalisten, Olmo zu interviewen und Fotos von ihm zu machen. Wiesenthal verglich diese aktuellen Bilder mit alten Bildern Kutschmanns und stellte zweifelsfrei dessen Identität fest. Daraufhin erwirkte er im August 1967 über das Landgericht Berlin die Ausstellung eines Haftbefehls gegen Kutschmann-Olmo. Ein Auslieferungsantrag wurde jedoch seitens des Bundesjustizministeriums nicht gestellt, da nach dem Grundgesetz Deutsche nicht an das Ausland ausgeliefert werden durften und Argentinien auf Gegenseitigkeit pochte. Trotz weiterer von Wiesenthal im April 1975 vorgelegter Beweismittel, die Kutschmann-Olmo belasteten, stellte die Bundesrepublik keinen Auslieferungsantrag. Erst nachdem Polen Anfang Juni 1975 mit neuen Dokumenten vermeldete, dass Theodor Oberländer zu Unrecht der Beteiligung an den Morden in Lemberg beschuldigt worden sei, trat Wiesenthal mit dem eigentlichen Täter Kutschmann-Olmo an die Öffentlichkeit. Noch im Juni 1975 wurde er durch die argentinische Bundespolizei in Buenos Aires verhaftet, da argentinische Zeitungen Olmos wahre Identität und die gegen ihn vorliegenden Beschuldigungen veröffentlicht hatten. Bei den anschließenden Vernehmungen stritt er die gegen ihn vorgebrachten Vorwürfe ab. Stattdessen gab er an, als gebürtiger Spanier zwar während des Kriegs in der Wehrmacht gedient zu haben, aber nicht mit dem gesuchten Kutschmann identisch zu sein. Aufgrund seiner schlechten Spanischkenntnisse wandten sich die misstrauisch gewordenen Vernehmer an die Deutsche Botschaft zwecks Informationen zur deutschen Fahndung bzw. Ermittlungsergebnissen. Weil die Deutsche Botschaft erst nach Tagen reagierte und dadurch ein internationales Fahndungsersuchen zu spät in Buenos Aires eintraf, hatte die argentinische Bundespolizei Kutschmann-Olmo bereits aus der Haft entlassen. Kutschmann-Olmo starb am 30. August 1986, bevor er an die Bundesrepublik ausgeliefert werden konnte.